# Biais d'attribution hostile
Vous lisez un « bon article » labellisé en 2021.

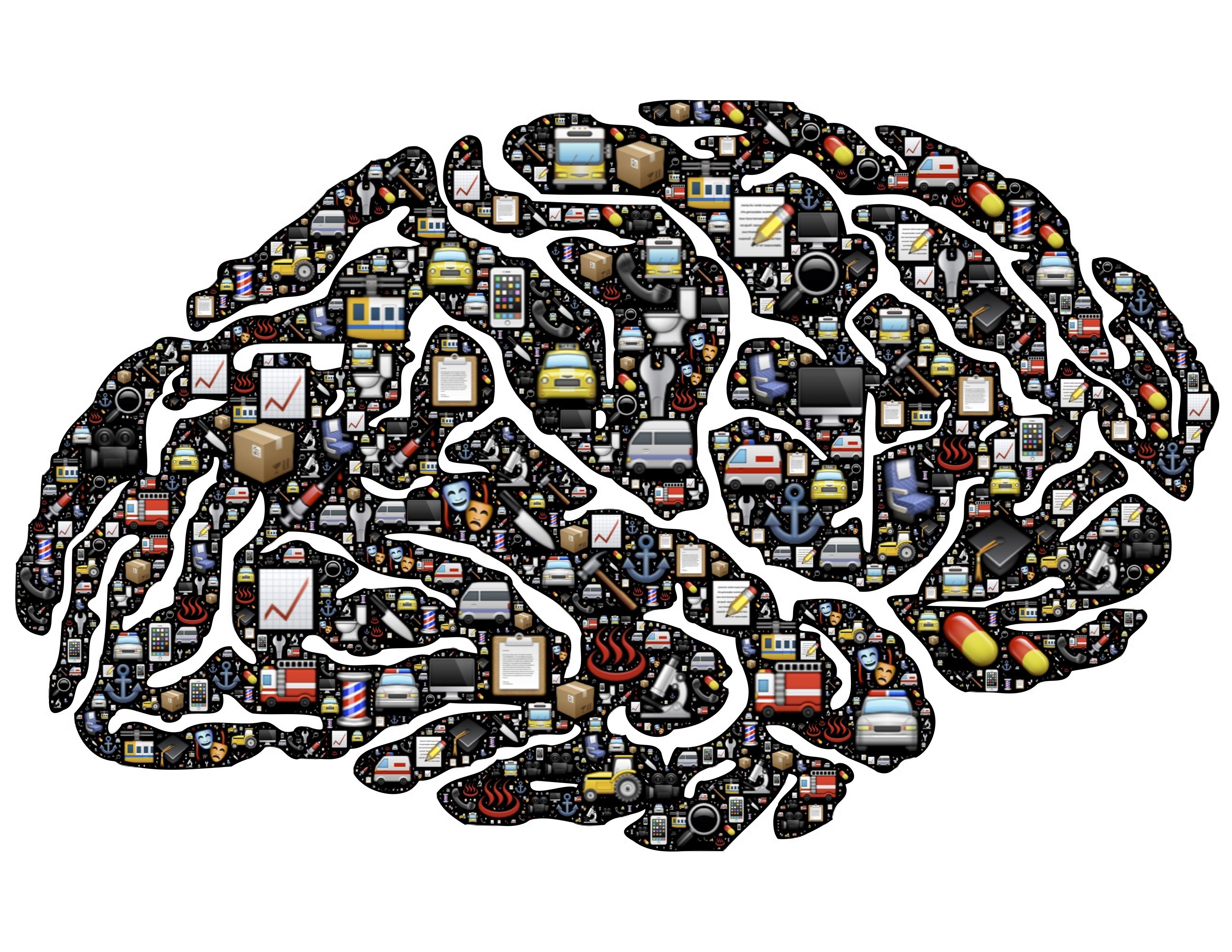
Le biais d'attribution hostile est un biais cognitif.

Le biais d'attribution hostile, également appelé biais d'attribution d'intention hostile ou biais attributionel d'hostilité, se manifeste par la propension à attribuer à autrui une intention hostile et ce même si l’intention est ambiguë ou bénigne. Cette propension altère la cognition sociale et relève d'une distorsion cognitive.
Il a tout d’abord été observé dans les années 1980, sur un groupe de jeunes enfants, mais également dans un grand nombre de profils, notamment chez l’adulte et l’adolescent ou au sein de groupes. 
Plusieurs études ont montré que le biais d’attribution est associé à certaines pathologies comme la schizophrénie, l’alexithymie ou le trouble grave de l’usage d’alcool. Des tests visant à repérer ce biais ont été mis au point et peuvent différer en fonction de l'âge des participants.
Il a été observé que les personnes ayant un biais d’attribution hostile ont souvent tendance à fournir une réponse comportementale agressive et à la suite de ces observations, un lien avec l’agressivité a donc été établi. Des méthodes de diminution de ce biais ont donc été élaborées, sous forme de thérapies cognitives et d’exercices adaptés pour différents profils de participants.

## Définition
Le biais d’attribution hostile est une tendance, inconsciente, à attribuer de mauvaises intentions à autrui dans des situations souvent décrites comme ambigües ou non intentionnelles. Dans la majorité des cas, l’action ne permet pas de déceler l’intention de celui qui la réalise, mais celui qui en subit les répercussions pense que cet acte était délibéré : par exemple, une personne A bouscule une personne B, alors la personne B pense que la personne A a agi délibérément plutôt que d'envisager un motif accidentel.
Le biais d’attribution hostile peut donc être défini comme un biais cognitif, entraînant une incapacité à discerner certains comportements qui ne sont pas intentionnels ou qui ne résultent pas d’une action volontaire. En d'autres termes, il représente une erreur d'interprétation ou de jugement sur le comportements des autres.
Or, selon une étude de Van Bockstaele et al., le fait d’interpréter les intentions d’autres personnes comme mauvaises augmenterait la probabilité d’une réponse agressive. Le biais d’attribution hostile serait donc impliqué dans le développement et le maintien de l’agressivité chez ses porteurs.

## Historique
Le concept de biais d'attribution hostile voit le jour au début des années 1980. Il est développé par plusieurs psychologues américains, au cours d'études analysant les comportements d'enfants et d'adolescents violents et agressifs. En 1980, William Nasby, Brian Hayden et Bella DePaulo publient un article dans lequel ils mettent en évidence que les réactions agressives ne sont pas nécessairement provoquées par des stimuli aversifs, mais plutôt par d'autres facteurs tels que des processus cognitifs, qui amèneraient le sujet à interpréter certaines conduites comme agressives.
Deux études conduites sur de jeunes garçons de 10 à 16 ans les mènent à penser qu'il est possible que, « dans certaines conditions, les enfants ayant tendance à réagir de manière agressive à des situations interpersonnelles, attribuent erronément de l'hostilité […] dans une bien plus grande mesure que les enfants moins enclins à l'agressivité ». Dans un article publié la même année, Kenneth A. Dodge (en) (étudiant lui aussi l'agressivité enfantine) avance l'hypothèse selon laquelle les réponses agressives ne s'expliquent pas par une déficience du traitement des indices, mais par une distorsion de ceux-ci.
En 2006, Dodge écrit que « le comportement agressif et les attributions hostiles sont des caractéristiques humaines universelles ». Il ajoute également que la socialisation permet de développer l'attribution d'intentions plus bénignes en précisant tout de même que « les différences individuelles dans le style d'attribution expliquent les différences dans le comportement agressif ». Il conclut finalement que le développement d'un comportement antisocial peut néanmoins être modifié par des interventions allant en ce sens.

## Aspect cérébral

### Mécanismes cognitifs
L’approche des biais d’attribution hostile s’appuie sur deux grands modèles de la cognition sociale des théories de l’attribution.
Le premier modèle utilisé est le « Social Information Processing » (SIP) de Crick & Dodge, selon lequel notre cerveau passerait par une série d’étapes de traitement de l’information afin d’établir une réponse comportementale face à une situation sociale :
1. Détection et encodage des indices dans la situation ;
2. Interprétation de ces indices ;
3. Choix d’un but pour obtenir un résultat face à la situation ;
4. Sélection ou création des réponses comportementales possibles au regard de ce que nous avons déjà en mémoire face à des situations identiques ou similaires ;
5. Évaluation des possibilités de réponses et choix de celle considérée comme la plus efficace ;
6. Mise en œuvre de la réponse comportementale choisie et évaluation de son effet[8].

Le second modèle repose sur la théorie de l'esprit selon laquelle notre cerveau développe une capacité à attribuer ou inférer des états cognitifs et affectifs à une autre personne. Cette capacité résulterait de deux processus cognitifs de traitement de l’information sociale :
1. un traitement intuitif et rapide, basé sur l’identification d’indices évidents, et par lequel la réponse comportementale est produite par association de la situation  à des apprentissages passés ;
2. un traitement réflexif, plus long, faisant appel à un raisonnement hypothético-déductif, sur la base d'indices plus subtils à identifier dans la situation[10].

En s’appuyant sur ces modèles, de nombreuses études ont démontré que la capacité cognitive à traiter l'information sociale et attribuer des intentions évoluerait avec l'âge et le développement des fonctions exécutives. De plus, le biais d’attribution hostile pourrait résulter d’un déficit ou d’un dysfonctionnement de ces processus cognitifs et entraîner des comportements ou des états inappropriés (tels que colère, anxiété, irritabilité…) face à la situation,,,.

### Neuroanatomie
Plusieurs régions du système nerveux central (SNC) semblent être impliquées dans l'agressivité. La majorité des études pointent l’hémisphère gauche, principalement les cortex fronto-orbital, préfrontal, dorsolatéral et le cortex cingulaire.
L’intérêt de ces études est double. D’abord, elles permettent de mettre en évidence une corrélation entre des variations anatomiques objectivables par imagerie (épaisseur du cortex par exemple) et le trait d’attribution hostile, ce qui pourrait en faire des moyens de diagnostic complémentaires. Ensuite, elles permettent d’explorer et de comprendre les interactions entre les différentes régions du cerveau qui aboutissent au biais d’attribution hostile. Par exemple, dans une étude récente, Quan propose un cheminement qui commencerait au cortex occipito-frontal et durant lequel « le trait d'attribution hostile » et « l'attitude envers la violence » jouent le rôle de variable médiatrice, l'une pour l'autre.

## Méthodes d'évaluation
Afin d’évaluer et mesurer le biais d’attribution hostile chez un individu, les mêmes types de test sont utilisés dans la recherche expérimentale et en approche clinique. Les tests les plus fréquemment utilisés sont basés sur la présentation à l'individu de courtes histoires dessinées ou filmées, dans lesquelles un sujet en interaction avec un autre se retrouve face à une situation explicitement non-hostile, explicitement hostile ou ambiguë. Le sujet est ensuite invité à partager son interprétation de la situation. Le sujet pourra être considéré comme ayant un biais d’attribution hostile prépondérant lorsqu’il interprète de façon récurrente les situations ambiguës comme intentionnelles. À l’inverse, il sera considéré comme non hostile s’il considère ces situations comme accidentelles,,,,.
La capacité cognitive de traitement de l’information sociale évoluant avec l’âge, plusieurs tests ont été développés tels que :
- le « Social Perception Test » pour enfants d'âge pré-scolaire [19] ;
- le « Social Information Processing Interview » pour enfants d'âge scolaire (6-10 ans)[21] et pour les enfants d’âge pré-scolaire (4-5 ans)[20] ;
- le test « Intention Attribution Test for children » adapté à la fois aux enfants d'âge pré-scolaire et scolaire (4-12 ans)[13].

## Implications

### Chez l'enfant
Le biais d'attribution hostile chez l'enfant aura tendance à s’atténuer en grandissant. Chez les jeunes enfants de 3 ans et moins, un biais d'attribution hostile est presque systématiquement présent, car l'enfant a tendance à associer un désagrément à une mauvaise intention. Cependant, durant la période entre 3 et 5 ans, le développement de leurs capacités d'analyse leur permettra de plus en plus d'attribuer une cause accidentelle à une situation ambiguë.
En résumé, le processus de flexibilité mentale qui se met en place au cours du développement va permettre un discernement plus effectif des intentions d'autrui. Malgré cela, il restera tout de même des différences interindividuelles et certains enfants seront plus enclins que d'autres au biais d'attribution hostile, même plus tard dans le développement.
Une étude sur les jeux vidéo effectuée sur des pré-adolescents a mis en évidence que le jeu vidéo serait un facteur possible de risque de biais d’attribution hostile et des comportements agressifs en général, outre le niveau de vulnérabilité sociale et du contenu spécifique du jeu (violent ou non-violent).

### Chez l'adulte
Le biais d’attribution hostile se retrouve aussi chez l’adulte. Il est en corrélation avec la colère et l'agressivité, et notamment dans le cercle personnel.
En effet, plusieurs études traitent de la situation maritale et indiquent par exemple que les conjoints insatisfaits sont sujets à des attributions hostiles envers l’autre, ce qui dégrade le degré de satisfaction du couple. Les maris auteurs de violence conjugale sont plus susceptibles que les autres, face à situation problématique comparable, de développer un biais d’attribution hostile envers leurs compagnes, en leur attribuant la responsabilité de la situation et une volonté maligne ; la jalousie et le rejet de la part de la femme peuvent être des facteurs aggravants.
Un biais d’attribution hostile peut aussi exister chez les mères face au comportement ambigu de leurs enfants notamment lorsqu'elles-mêmes ont subi des maltraitances dans leur enfance.
En situation de conduire un véhicule, il est possible de développer un biais d’attribution hostile envers d’autres usagers de la route. Bien que les informations reçues par le conducteur puissent sembler claires, le biais d’attribution hostile dépend du niveau d’agressivité et de provocation de la personne,.

### Au sein des groupes
Un groupe avec ses informations sociales et ses appartenances peut influencer l’attribution d’intentions hostiles, qui reposera alors sur des préjugés,.
Les attributions d’intentions hostiles engendrent pour réponse des intentions de comportements agressifs. Toutefois, les modalités d’attribution d’intentions hostiles et l’intensité de la réponse agressive peuvent varier selon que le provocateur appartient ou n’appartient pas au groupe, ainsi que son statut au sein du groupe.
Ainsi, une provocation émanant d’une personne extérieure au groupe serait plus facilement perçue comme d’intention hostile que si elle provenait d’un membre appartenant au groupe. En revanche, une intention hostile attribuée à une personne au sein même de son propre groupe serait perçue comme une atteinte plus importante à l’identité sociale du groupe, et entraînerait donc une réponse d’intention comportementale agressive plus intense, et ce d’autant plus si ce provocateur occupe une place importante au sein du groupe. En effet, plus le membre d’un groupe a un statut important, plus il est attendu de lui qu’il soit représentatif du groupe et de son identité. Cela représenterait donc une menace importante : elle porterait atteinte à l’identité et l’existence même du groupe.
À l’inverse, pour un provocateur de statut inférieur, la réponse d’intention comportementale agressive serait plus importante envers lui s’il était extérieur au groupe.

### Chez les sujets pathologiques
Plusieurs études révèlent la présence du biais d'attribution hostile dans plusieurs pathologies psychologiques ou mentales,,.

#### Biais d’attribution hostile et alexithymie
Dans une étude s’intéressant aux relations entre l’alexithymie, certains de ses sous-facteurs et l'agressivité (réactive et proactive), Li et al. ont mis en avant le possible rôle modérateur du biais d’attribution hostile[source secondaire nécessaire].

#### Biais d’attribution hostile et narcissisme
Dans une étude analysant les corrélations entre le biais d’attribution hostile et le narcissisme dans ses deux formes (grandiose et vulnérable), Hansen-Brown & Freis (2019)[source secondaire nécessaire] montrent qu’il ne semble être présent que chez le narcissique vulnérable.

#### Biais d’attribution hostile dans le trouble grave de l’usage l’alcool
Les patients atteints de trouble grave de l’usage de l’alcool attribuent plus d’intentions hostiles aux autres dans les situations sociales ambiguës ou stressantes. Toutefois, bien que présent, ce biais est plus en lien avec un sentiment de culpabilité (ex : “c’est moi qui crée cette hostilité”) qu’avec une réaction agressive, et pourrait contribuer aux rechutes après sevrage[source secondaire nécessaire].

#### Biais d’attribution hostile et schizophrénie
Dans une revue de littérature critique incluant 28 études s’intéressant au biais d’attribution hostile dans le cadre de la schizophrénie, plusieurs points clé sont mis en évidence :
- Le biais d'attribution hostile est très présent dans la schizophrénie, mais aussi chez les personnes atteintes de paranoïa ou de délires de persécution ;
- Il existe des preuves préliminaires sur le lien entre biais d’attribution hostile, l’anxiété et la dépression dans le cadre de la schizophrénie ;
- Il existe un possible lien entre le biais d’attribution hostile et « les capacités fonctionnelles » du patient schizophrène.

## Remédiations et thérapies
Des interventions permettant de réduire le biais d'attribution hostile et ses effets ont été élaborées afin que le sujet favorise activement un traitement réflexif de l'information reçue en situation ambiguë. Le sujet est incité à trouver une interprétation non hostile ou positive de la situation ambiguë présentée. Par exemple, la « formation aux scénarios ambigus » créée par Mathews et Mackintosh laisse un mot à moitié effacé au milieu d'une phrase décrivant un événement, ce qui permet au participant de donner une issue positive ou négative à la situation (exemple: ki.. qui peut être complété comme kill ou kind). Ces méthodes d’intervention peuvent actuellement être assistées par ordinateurs afin de compléter les méthodes classiques les rendant plus accessibles et applicables à distance. Elles ont également été adaptées pour des enfants présentant un haut niveau de comportement agressif.
Penton-Voak et al. ont quant à eux mis au point un autre exercice consistant en une classification de visages aux expressions faciales ambigües. Les participants sont incités à attribuer un maximum d’expressions faciales négatives (ambiguës/colériques) comme positives (heureux) et voient ainsi leur capacité à attribuer aux autres des intentions « amicales » se renforcer progressivement. Les résultats se sont avérés concluants chez les adultes ainsi que chez les adolescents.